# Maksim Medvedev
Maksim Boris oğlu Medvedev (rusky Максим Борисович Медведев; * 29. září 1989 Baku) je ázerbájdžánský profesionální fotbalista, který hraje na pozici pravého obránce za ázerbájdžánský klub FK Karabach, jehož je kapitánem, a za ázerbájdžánský národní tým, jehož je také kapitánem.

## Reprezentační kariéra
Medvedev má za sebou starty za mládežnické výběry Ázerbájdžánu v kategoriích od 17 let.
V A-mužstvu Ázerbájdžánu debutoval 10. října 2009 v kvalifikačním utkání ve Vaduzu proti Lichtenštejnsku, které skončilo výhrou Ázerbájdžánu 2:0.